# نصف‌النهار ۱۴ درجه غربی
نصف‌النهار ۱۴ درجه غربی ۱۴مین نصف‌النهار غربی از گرینویچ است که از لحاظ زمانی ۰ساعت و ۵۶دقیقه با گرینویچ اختلاف زمانی دارد.
این نصف‌النهار از قطب شمال شروع و از مناطق زیر گذشته و به قطب جنوب ختم می‌شود.
- قاره آفریقا